# Lincoln Logs
Lincoln Logs — американська дитяча іграшка, що складається з квадратних мініатюрних брусків, які використовуються для будівництва малих фортів та будівель. 

## Історія
Lincoln Logs була винайдена близько 1916 — 1917 рр., коли Джон Ллойд Райт працював у Японії з батьком. Форма для іграшки базувалася на архітектурі імперського готелю в Токіо, яка була розроблена батьком винахідника. Основа готелю була розроблена з блокуванням балок, які зробили структуру сейсмостійкою; це одна з небагатьох будівель, яка продовжила стояти після Великого кантонського землетрусу в 1923.
Коли він повернувся в США, Джон організував іграшкову компанію Red Square (названу на честь знаменитого символу свого батька) і продав іграшку в 1918 році. Райт випустив патент 31 серпня, 1920 року, для будівництва "іграшкових будиночків". Незабаром після цього він змінив назву на J. L. Wright Manufacturing. Оригінальний набір Lincoln Logs мав інструкції щодо побудови будиночка дядька Тома, а також будиночка Авраама Лінкольна. Наступні набори були більшими і більш складними. Іграшка була хітом; наступними такі іграшки виробляли Meccano, Tinkertoy та Erector Set, запроваджені на кілька років пізніше. Вважається, що Lincoln Logs була першою іграшкою, яка продавалась як для хлопчиків, так і для дівчаток, і зверталася до "простого" типу творчості.
У 1999 році Lincoln Logs та Джон Ллойд Райт були введені до Національного іграшкового залу слави.
У вересні 2014 року виробник оголосив про повернення виробництва з Китаю до США.

## Дизайн
Бруски мають три чверті дюйма (приблизно два сантиметри) в діаметрі. Додаткові частини іграшкового комплекту включають покрівлі, димарі, вікна та двері. Пізніше набори включали тварин і людські фігури того ж масштабу, що і будівлі.
Набори іграшок були спочатку зроблені з червоного дерева, з різними кольорами шматків даху. У 1970-х роках компанія представила комплекти, виготовлені цілком з пластмаси, але незабаром повернулася до дерева.